# D-デイ
D-デイ（D-Day）は、戦略上重要な攻撃、もしくは作戦開始日時を表す際にしばしば用いられたアメリカの軍事用語。

## 成り立ち
語頭のDの由来については諸説あるが、一例として漠然とした日付を表す「Day」の頭文字という解釈がある。

## ノルマンディー上陸作戦
歴史上最も有名なD-デイは1944年6月6日であり、これは第二次世界大戦中にナチス・ドイツ占領下のヨーロッパに連合国軍が侵攻を開始した「オーヴァーロード作戦」の開始日である。詳しくはノルマンディー上陸作戦を参照のこと。
ノルマンディー上陸作戦のD-デイは当初1944年6月5日に設定されたが、悪天候により連合軍最高司令官ドワイト・D・アイゼンハワー元帥は翌6月6日に作戦を延期した。それ以来、1944年6月6日は一般的に「D-デイ」と呼称されるようになった。これが一般に広く知れ渡ったため、その後の軍事作戦立案担当者は作戦開始の日付を「D-デイ」と呼称するのを避けるようになった。例えば、ダグラス・マッカーサー元帥指揮によるレイテ島への侵攻作戦は「A-デイ」と呼称され、沖縄侵攻作戦は「L-デイ」と呼ばれた。マッカーサーは日本本土侵攻作戦の開始日を「X-デイ」（九州・オリンピック作戦、1945年11月に予定）「Y-デイ」（関東・コロネット作戦、1946年3月に予定）と提案していた。
同様の語法で作戦開始時刻を「H-アワー」（H-hour）と言うことも多い。これを基準に時間の経過を表現し、たとえば「H+2」は作戦開始2時間後の意味である。